# Wellington
Wellington, offizielle Bezeichnung: Wellington City (Maori Te Whanganui-a-Tara, wobei damit der Wellington Harbour und seine Umgebung gemeint ist), ist die Hauptstadt von Neuseeland und stellt zusammen mit den angrenzenden Städten Lower Hutt, Upper Hutt und Porirua nach Auckland den zweitgrößten Ballungsraum des Landes dar. Die Stadt Wellington selbst hat rund 213.000 Einwohner.

## Namensherkunft
Wellington wurde nach Arthur Wellesley, 1. Duke of Wellington, benannt. Die Māori-Bezeichnung Te Whanganui-a-Tara bezieht sich auf den angrenzenden Wellington Harbour und bedeutet übersetzt „Der große Hafen des Tara“, während Pōneke nur die transkribierte Version von „Port Nick“, der früheren Bezeichnung für die Stadt, ist. Aufgrund seiner Lage – Wellington liegt exponiert an der Südspitze der Nordinsel – bietet die Stadt Angriffsfläche für starke Windströmungen und Fallwinde, daher der Spitzname: „Windy City“ (Windige Stadt).

## Geographie

### Geographische Lage
Wellington City liegt am südlichen Ende der Nordinsel. Die Stadt verfügt über eine reine Landfläche von 290 km² und zählte im Jahr 2022 213.000 Einwohner. Damit ist die Stadt zwar flächenmäßig die zweitkleinste Stadt der vier eigenständigen Städte in der Region Wellington, ist aber mit 658,7 Einwohner pro km² die Stadt mit der dritthöchsten Bevölkerungsdichte des Landes, hinter Hamilton und Tauranga.

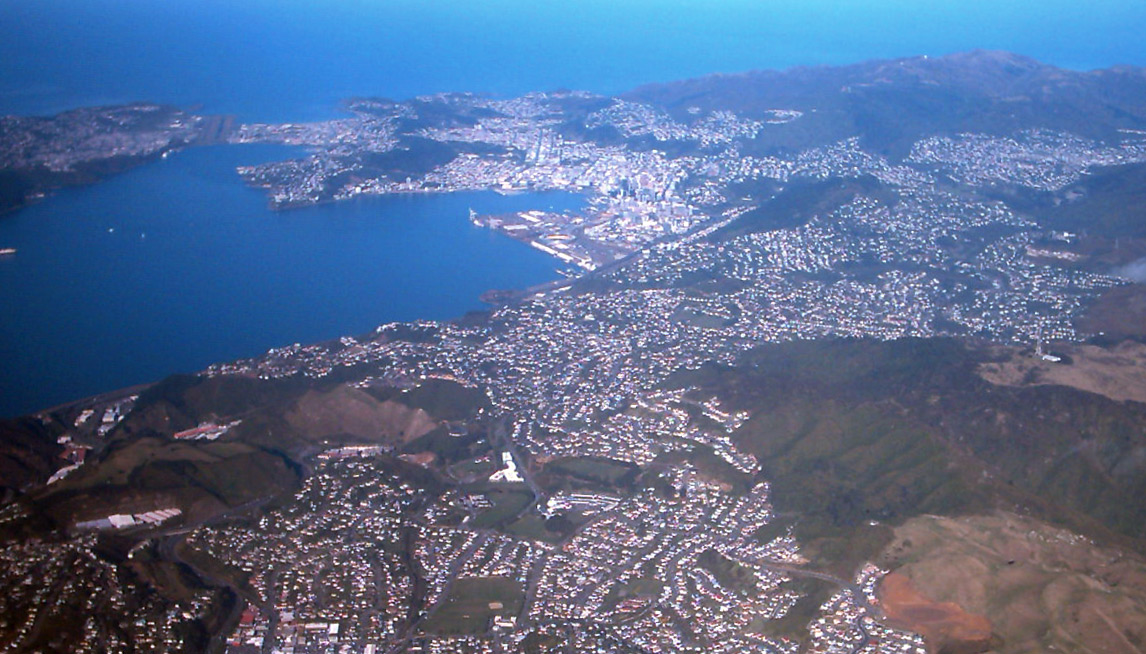
Blick auf Wellington in Richtung Süden

Im Norden und Nordosten der Stadt bilden die Stadtgebiete von Porirua City und Hutt City die Grenze, im Westen tut dies die Küstenlinie der Tasmansee, im Süden die Küstenlinie der Cook Strait und im Osten der Wellington Harbour. Der westliche Teil der Stadt ist durch eine Berglandschaft geprägt, die mit dem 537 m hohen Outlook Hill an der Südspitze ihren Höhepunkt findet.
Die Gegenden im Westen des bebauten Gebiets von Wellington steigen relativ steil zu einer hügeligen Mittelgebirgskette an, so dass die dort gelegenen Stadtteile mitunter um einiges höher als das Stadtzentrum liegen. Aufgrund seiner geographischen Beschaffenheit wird Wellington oft mit San Francisco verglichen. Der südlich des Stadtzentrums gelegene Mount Victoria ist ein beliebter Aussichtspunkt und eine der markantesten geographischen Besonderheiten der Stadt. Die Miramar Peninsula (spanisch; Seeblick) bildet den östlichsten Punkt der Stadt. Auf dem zu dieser Halbinsel führenden Isthmus befindet sich der Internationale Flughafen der Stadt und direkt östlich dieser Halbinsel die Hafeneinfahrt in den Wellington Harbour mit dem berüchtigten Barrett-Riff, dem schon zahlreiche Schiffe zum Opfer fielen. Die Wahine, die 1968 an dem Riff gesunken ist und 52 Menschen in den Tod gerissen hat, ist das wohl bekannteste Opfer. Im Naturhafen selbst gibt es die drei Inseln Matiu/Somes Island, Ward (Makaro) und Mokopuna, von denen nur die erste bewohnt ist. Im Norden mündet einer der großen Flüsse der Nordinsel, der Te Awa Kairangi / Hutt River in die Bucht. In seinem Tal, dem Hutt Valley befinden sich die Städte Upper Hutt im Norden und Lower Hutt südlich davon. Die beiden Städte werden westlich von den Bergen des Akatarawa Forest als Ausläufer der Tararua Range und östlich von der Remutaka Range eingegrenzt.

### Einordnung der angrenzenden Städte
Häufig werden die angrenzenden Städte Porirua City, Upper Hutt City und Hutt City irrtümlich als Teil von Wellington angesehen, sind aber eigenständige Städte mit einem eigenen City Council (Stadtrat). Wirtschaftlich gesehen und aus Sicht der Einwohnerzahlen und der Besiedlungsdichte könnte man aber von einem zusammenhängenden Ballungsraum Wellington sprechen, zumal die öffentlichen Institutionen, die Wirtschaft, die Infrastruktur und das öffentliche und politische Leben auf Wellington als Hauptstadt ausgerichtet ist.

### Geologie
Wellington wird von einer aktiven geologischen Verwerfung durchzogen. Unweit des heutigen Stadtzentrums schiebt sich die leichtere dicke Australische Platte über die dünnere, aber schwerere Pazifische Platte. Die Bewegungen dieser beiden Platten führen zur Bildung dreier großen geologischen Störungen, die entweder mitten durch die Stadt oder nahe an ihr vorbeiführen: die Ohariu Fault, die Wairarapa Fault und die Wellington Fault, allesamt Ursachen für Erdbeben in der Region. Die Wellington Fault führt vom Hutt Valley kommend geradewegs durch das Stadtzentrum von Wellington. Wegen der häufig auftretenden und der Gefahr großer Erdbeben in und um Wellington entwickelte sich die Stadt zu einem der weltweit führenden Zentren zur Untersuchung geologischer Plattenverschiebungen.
Zahlreiche Erdbeben haben die Landschaft in und um Wellington in den zurückliegenden Jahren bereits verändert. So wurde der Erdboden sowohl an der West- als auch an der Ostküste nach einem Erdbeben im Jahr 1400 um bis zu drei Meter gehoben, was den gesamten Küstenverlauf vollkommen veränderte.
Das Wairarapa-Erdbeben von 1855, das den Boden der Stadt zur Remutaka Range hin ansteigend um bis zu 6,4 m anhob, erzeugte einen bis zu 10 m hohen Tsunami und gilt mit einer Stärke von 8,2 WM als das stärkste Erdbeben in Neuseeland an Land seit der Erdbebenaufzeichnungen.

### Klima
Wellington befindet sich in der gemäßigten Klimazone. Der Spitzname der Stadt, Windy City, sagt einiges über die klimatischen Verhältnisse der Stadt aus. Die exponierte Lage sorgt für starke Windströmungen. Außerdem ist Wellington die einzige Hauptstadt der Erde, die innerhalb des Einflussbereichs der Roaring Forties (deutsch: Donnernde Vierziger) liegt. Der Begriff „Roaring Forties“ bezeichnet eine Zone starker Westwinddriften zwischen 40° und 50° südlicher Breite. Trotz dieser besonderen Lage treten schwere Stürme nur im Herbst und im Winter auf.
|                       | Jan  | Feb  | Mär  | Apr  | Mai  | Jun   | Jul   | Aug   | Sep  | Okt  | Nov  | Dez  |   |         |
| Mittl. Tagesmax. (°C) | 21,3 | 21,1 | 19,8 | 17,3 | 14,8 | 12,8  | 12,0  | 12,7  | 14,2 | 15,9 | 17,8 | 19,6 | ⌀ | 16,6    |
| Mittl. Tagesmin. (°C) | 14,4 | 14,3 | 13,5 | 11,3 | 9,1  | 7,3   | 6,4   | 6,9   | 8,3  | 9,7  | 11,3 | 13,2 | ⌀ | 10,5    |
|                       |      |      |      |      |      |       |       |       |      |      |      |      |   |         |
| Niederschlag (mm)     | 67,0 | 48,4 | 76,1 | 86,8 | 99,3 | 113,4 | 110,8 | 106,0 | 81,6 | 80,8 | 73,8 | 74,1 | Σ | 1.018,1 |

| 14,4 |

| 14,3 |

| 13,5 |

| 11,3 |

| 9,1 |

| 7,3 |

| 6,4 |

| 6,9 |

| 8,3 |

| 9,7 |

| 11,3 |

| 13,2 |

| 14,4 |

| 14,3 |

| 13,5 |

| 11,3 |

| 9,1 |

| 7,3 |

| 6,4 |

| 6,9 |

| 8,3 |

| 9,7 |

| 11,3 |

| 13,2 |

Insgesamt scheint in Wellington öfter und länger die Sonne als in Auckland oder Melbourne, die beide nördlicher und somit näher zum Äquator liegen. Pro Jahr sind es über 2035 Stunden; außerdem regnet es weniger als in Sydney oder Auckland. Die durchschnittliche Niederschlagsmenge pro Jahr liegt bei etwa 1251 mm, wobei es im Winter, also von Mai bis August, in der Regel mehr regnet als im Sommer. Die durchschnittlichen Januar-Temperaturen schwanken zwischen 13,3 °C (durchschnittliches Minimum) und 20,6 °C (durchschnittliches Maximum), während die durchschnittlichen Temperaturen im Juli zwischen 5,6 °C und 11,7 °C liegen.

## Geschichte

### Frühe Besiedlung
Die früheste Bezeichnung für die Gegend um das heutige Wellington ist „Te Upoko o Te Ika a Maui“ (englisch: the Head of Maui's fish) oder „Der Kopf von Mauis Fisch“. Der Begriff ist auf die fischähnliche Form der neuseeländischen Nordinsel zurückzuführen. Dieses Gebiet war von jeher etwas Besonderes, da der „Kopf eines Fisches“ nach den Bräuchen der Māori mehr wert ist als der Rest. Neuzeitliche archäologische Funde und Untersuchungen an gefundenen Knochen der von Einwanderern eingeführten Pazifischen Ratte (polynesischer Name: Kiore) mit Hilfe der Radiokarbonmethode belegen die Ankunft der Polynesier in Neuseeland derzeit um das Jahr 1280 n. Chr. Die Region um Wellington gilt neben dem Far North District als das erste Siedlungsgebiet des Landes.
Nach der Mythologie der Māori wurde dem Helden Māui die Ehre zuteil, einen großen Fisch zu fangen, der heute die neuseeländische Nordinsel bildet, während sein Kanu die Südinsel darstellt. Weiter heißt es, dass der Wellington Harbour auf der einen und der Lake Wairarapa auf der anderen Seite die Augen des Fisches sind. Der Mund wird von der Palliser Bay repräsentiert, während Cape Palliser und Turakirae Head die äußersten Kieferknochen darstellen. Die Bergketten Remutaka Range, Tararua Range und die Ruahine Range stehen für das Rückgrat des Fisches.

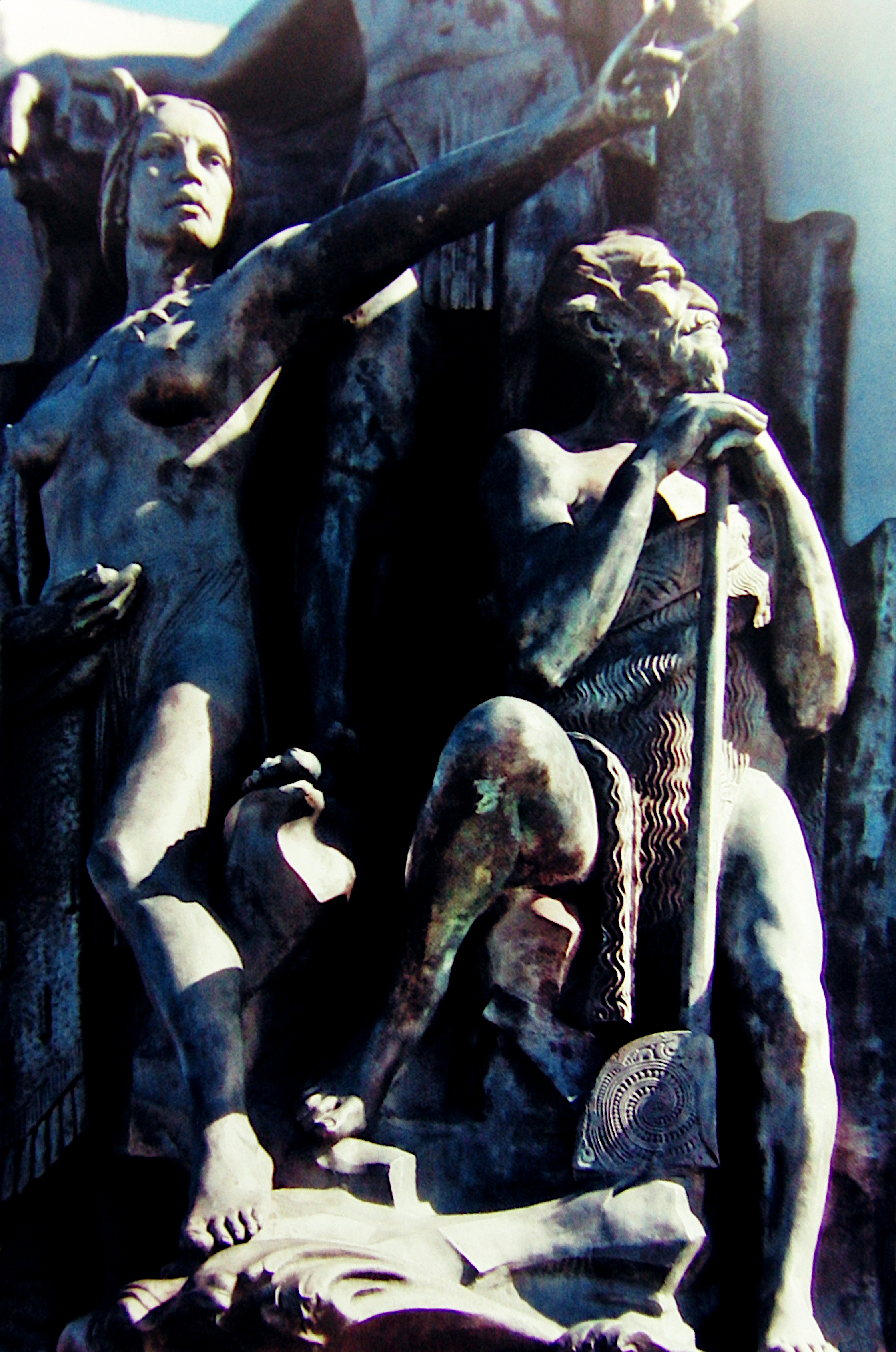
Statue von Kupe Raiatea mit seiner Frau Te Aparangi

Abgesehen von diesen Entstehungsmythen gilt der polynesische Entdecker Kupe nach Legenden der Māori als erster Mensch, der das Gebiet um das heutige Wellington im 10. Jahrhundert n. Chr. betrat. Nachdem er ein paar Inseln einen Namen gegeben hatte, kehrte er, ohne das Gebiet zu „kolonisieren“, wieder in seine Heimat, die polynesischen Inselgruppen, zurück. Einige Jahre später schickte ein großer Māori-Anführer namens Whatonga seine beiden Söhne Tara und Tautoki von der Māhia Peninsula an der Hawke Bay aus Richtung Süden. Nachdem die beiden den heutigen Wellington Harbour erreicht hatten, errichteten sie eine erste Siedlung auf der Miramar Peninsula (spanisch: Seeblick). Ihre Nachkommen begründeten zahlreiche aufstrebende Stämme (z. B. Ngāti Tara, Ngāti Apa oder Ngāti Ira). Der Name Tar ist in zahlreichen geographischen Benennungen verewigt, so wurde der Wellington Harbour seit dieser Zeit als „Te Whanganui a Tara“ (englisch: the great Harbour of Tara, der „große Hafen des Tara“) bezeichnet, was heutzutage auch die offizielle Māori-Bezeichnung der Stadt ist. Die Bezeichnung Tararua Range zeugt ebenfalls von dieser Zeit. Nachdem 1819 Waikato-Stämme die Stämme Ngāti Toa und Te Ati Awa vertrieben hatten, wanderten diese in Richtung Wellington weiter. Infolgedessen kam es zu kriegerischen Auseinandersetzungen mit den dort heimischen Stämmen.

### Europäische Besiedlung

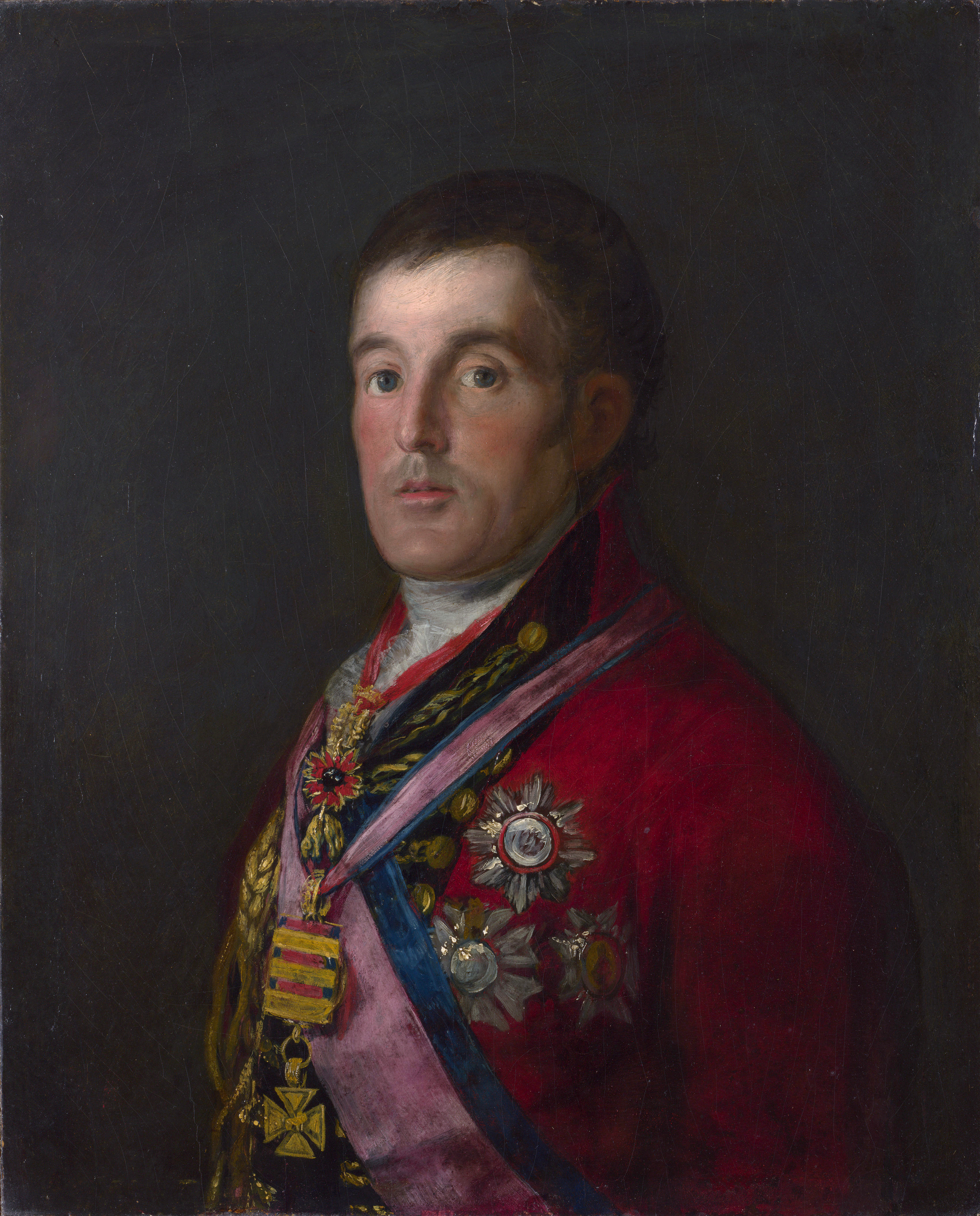
Arthur Wellesley, 1. Duke of Wellington

Zur Zeit der ersten europäischen Entdecker des Gebiets durch Abel Tasman im Jahr 1642 und durch James Cook im Jahr 1770 waren die Ufergegenden am Wellington Harbour übersät mit kleinen Māori-Siedlungen, in Māori Pā genannt. Obwohl beide Seefahrer an Land anlegen und das Gebiet erforschen wollten, scheiterten sie bei ihren ersten Versuchen wegen der äußerst starken Strömung in der Cook Strait und deren schwierigen Windverhältnissen. Knapp 70 Jahre später begann die erste geplante Besiedlung durch Europäer, als William Wakefield im Auftrag der 1838 gegründeten New Zealand Company in Neuseeland große Landflächen von den Māori erwarb. Als Wakefield im August 1839 mit seinem Schiff, der Tory, im „großen Hafen des Tara“ ankam, spielte der ehemals dominierende Māori-Stamm Ngāti Tara keine große Rolle mehr, da er vom aufstrebenden Stamm der Te Ati Awa verdrängt worden war. Letzterer unterstützte die Europäer in deren Bestreben, eine Siedlung an dem von den Europäern als Port Nicholson bezeichneten Naturhafen zu errichten, weil sie sich im Gegenzug von den Europäern Unterstützung gegen den verfeindeten Ngāti Toa-Stamm erhofften. Sie überließen im Tausch gegen 100 Musketen, 100 Decken, 60 rote Nachtmützen, ein Dutzend Regenschirme und verschiedenen Kleinigkeiten den Europäern ihr Land.
Schon im folgenden Jahr, 1840, erreichten die ersten Siedler unter der Führung von Wakefield Port Nicholson und benannten die zukünftige Siedlung zu Ehren von Arthur Wellesley, 1. Duke of Wellington, einem Unterstützer der New Zealand Company, Wellington. Sie errichteten ihre erste Siedlung in Petone im Mündungsgebiet des Te Awa Kairangi / Hutt River. Wegen häufig auftretender Überschwemmungen sahen sie sich aber gezwungen, die Ortschaft weiter nach Südwesten, nach Lambton Harbour in den heutigen Stadtteil Thorndon zu verlegen. 1846 zählte Wellington bereits knapp 4.000 Einwohner. Einige Jahre später wurde klar, dass die eingeengte Lage der Stadt kein weiteres Wachstum mehr zuließ. Daher wurde der Beschluss gefasst, große Flächen des angrenzenden Naturhafens trockenzulegen. Noch bevor man mit den Arbeiten beginnen konnte, erschütterte ein Erdbeben die Region. Am 23. Januar 1855 veränderte das Wairarapa-Erdbeben die Landschaft in und um Wellington. Mit einer Stärke von 8,2 MW wurde der Boden um bis zu 6,4 m angehoben, im Hafenbecken (Wellington Harbour) noch zwischen 0,3 und 2 m. Der Landgewinn wurde für das Stadtzentrum und später für den Bau des Flughafens genutzt. Durch die Verwerfungen verschob sich auch das Meeresufer, wodurch sich der Lambton Quay heute über 250 Meter vom Hafenbecken entfernt befindet.

### Von der eintönigen Hauptstadt zur Kulturmetropole
Trotz aller Widrigkeiten wie Erdbeben, Großfeuer und den regelmäßig in Sturmstärke wehenden Winden entwickelte sich die dürftige Siedlung mit einigen Dutzend Bewohnern zu einem florierenden Zentrum für Im- und Export mit einem bedeutenden Hafen. 1865 wurde Wellington offiziell Neuseelands Hauptstadt; deren Verlegung aus dem schon damals viel größeren Auckland in die zentral gelegene, aufstrebende Metropole am Port Nicholson wurde als notwendig erachtet, um die wegen des Goldrausches in Otago in Otago aufkeimenden Sezessionsbestrebungen auf der Südinsel zu unterbinden.

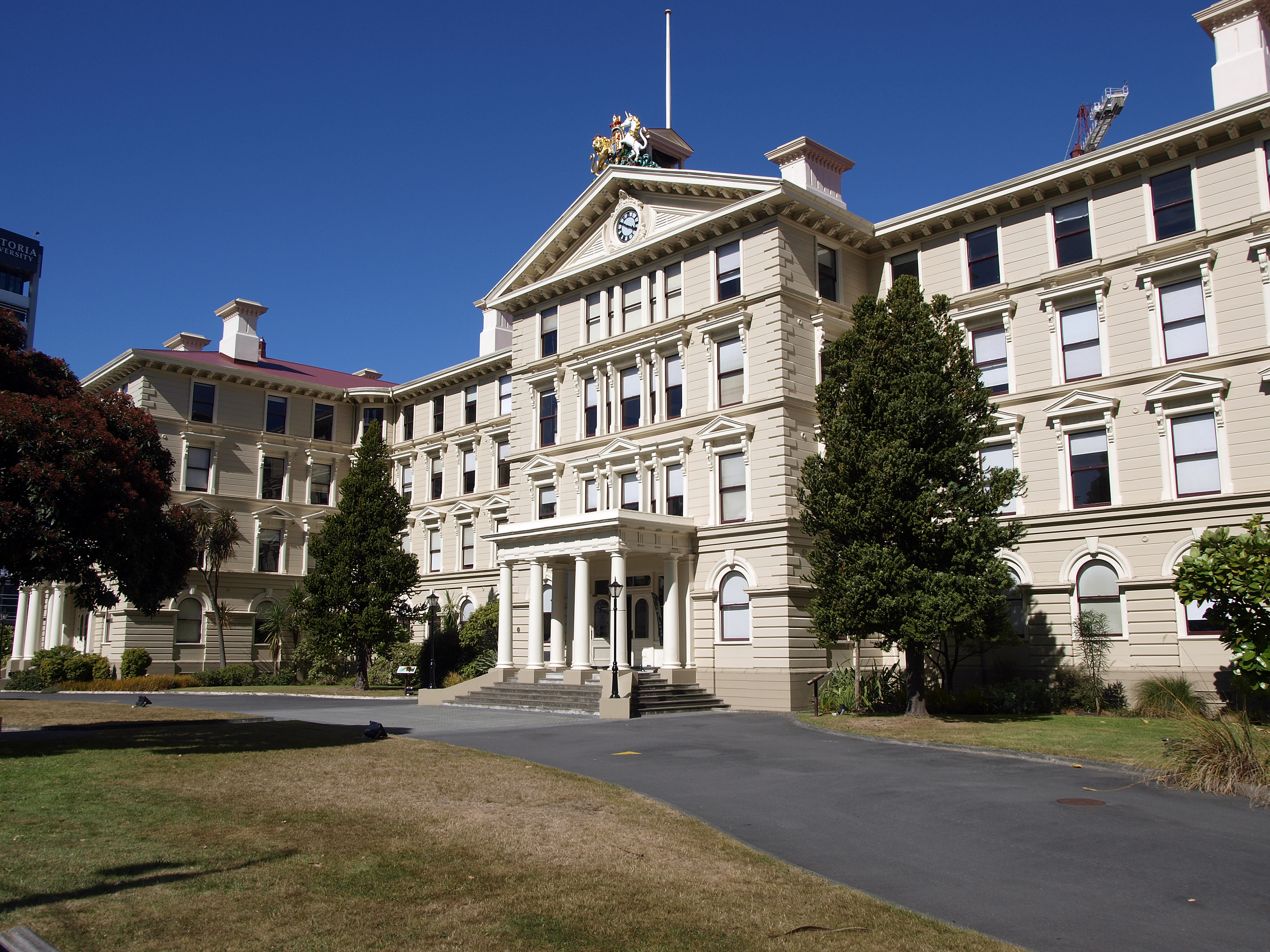
Altes Regierungsgebäude (1876 erbaut)

Die erste Sitzung des Parlaments fand am 7. Juli 1862 in Wellington statt, allerdings wurde Wellington erst im November 1863 nach einem Antrag von Alfred Domett zur Hauptstadt erklärt, in dem es hieß: „Es ist notwendig geworden, den Regierungssitz … in einen passenden Ort in der Cook Straße zu verlagern“. 1886 erhielt die Siedlung Stadtrechte. Das 1876 erbaute ehemalige Regierungsgebäude (Old Government Building) ist nach dem Tōdai-ji in Japan das zweitgrößte Holzgebäude der Erde. Das bis zum Jahr 1979 fertiggestellte Beehive (deutsch: Bienenstock), in dem sich die Büros der Regierung befinden, wurde schnell zu einem Wahrzeichen der Stadt.
Mit der Weiterentwicklung der Schifffahrtindustrie wurden zahlreiche große Lagerhallen und Produktionsstätten im Hafengebiet nicht mehr benötigt. Viele Hallen wurden modernisiert und dienten fortan anderen Zwecken (Museum, Einkaufskomplex, Wohnungen oder Büros); andere wurden abgerissen und in Parks umgewandelt. Im April 1968 sank bei einem Sturm vor der Küste Wellingtons die Autofähre Wahine. Das Schiffsunglück, das 53 Menschenleben kostete, wird als die schlimmste Schiffskatastrophe in der Geschichte des Landes angesehen, auch wenn bei früheren Schiffsunglücken höhere Opferzahlen zu beklagen waren. In den 1980er Jahren wurden große Teile der Stadt neu errichtet bzw. umgebaut und die meisten Gebäude den heutigen Standards für Erdbebensicherheit angepasst. Weitere Aufwertungen des Stadtzentrums erfolgten 1998 mit der Eröffnung des Museum of New Zealand Te Papa Tongarewa, zahlreicher weiterer Museen und des Westpac Stadium im Jahr 2000. Erst 2006 wurde das Hafenviertel von Wellington um den neu gestalteten Waitang Park bereichert.

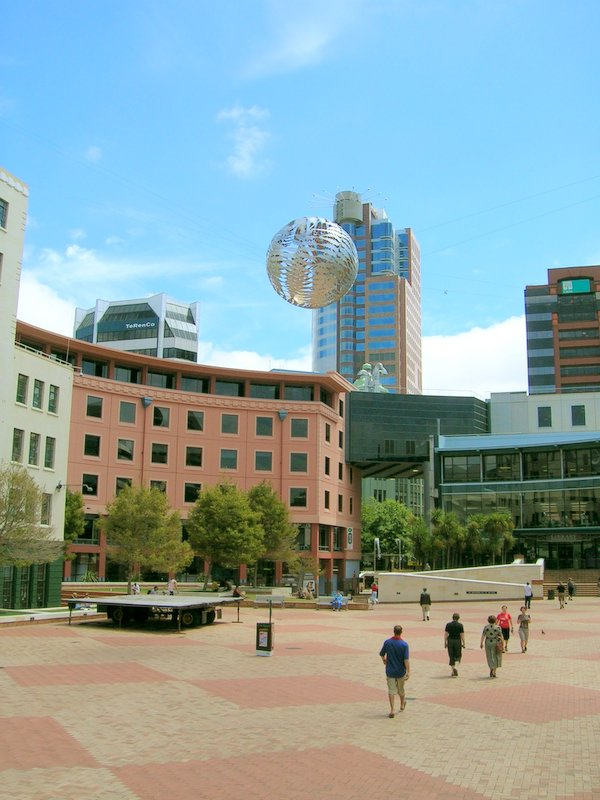
Der neu gestaltete Civic Square in Wellington

Über die Jahre hinweg verwandelte sich Wellington von einer kleinen, verschlafenen Landeshauptstadt zu einer wichtigen Kultur- und Lifestylemetropole des Landes. Dazu trägt neben den zahlreichen Museen und Theatern eine lebendige Musik- und Filmszene bei. Am 1. Dezember 2003 wurde der dritte Teil der Filmtrilogie Der Herr der Ringe im Wellingtoner Embassy Theatre uraufgeführt. Das Ereignis sorgte für den größten Menschenandrang in der Stadtgeschichte, ihm wohnten Schätzungen zufolge 100.000 Menschen bei.

## Bevölkerung

### Bevölkerungsentwicklung
2013 zählte Wellington 190.959 Einwohner und verzeichnete gegenüber dem Census 2006 mit 6,4 % einen Bevölkerungsanstieg von rund 11.500 Einwohnern. Gegenüber 2001 betrug der Zuwachs sogar 9,5 %. Diese Entwicklung verlief in den benachbarten Stadtdistrikten Porirua (51.717) mit 6,5 % und in Upper Hutt (40.179) mit 4,6 % ähnlich. Einzig Lower Hutt (98.238) hielt mit einem Zuwachs von lediglich 534 Einwohnern seine Bevölkerung nahezu konstant.
Von den 190.959 Einwohnern Wellingtons waren 14.433 Einwohner māoristämmig (7,6 %). Damit lebten 2,4 % der Māori-Bevölkerung des Landes in der Stadt.
Das durchschnittliche Einkommen in der Bevölkerung lag 2013 bei 37.900 NZ$, gegenüber 28.500 NZ$ im Landesdurchschnitt.

### Herkunft und Sprachen
Wellington ist eine multikulturelle Hauptstadt mit einem Bevölkerungsanteil von 30,7 % Personen, die in Übersee geboren wurden. Der Großteil der Bewohner der Stadt fühlt sich der europäischen Volksgruppe zugehörig. Der Anteil der eigentlichen Ureinwohner des Landes, der Māori, ist unterdurchschnittlich, ebenso der Anteil der Menschen aus den Pazifikinselstaaten. Dagegen ist der Anteil der aus Asien stammenden Menschen gegenüber dem Landesdurchschnitt um gut 4 % höher.
Die exakten Ergebnisse der Volkszählung von 2013 für Wellington:
- 76,4 % der Einwohner rechneten sich der europäischen Bevölkerungsgruppe zu (74,0 % neuseelandweit)
- 07,9 % der Einwohner der Māori-Bevölkerungsgruppe (14,9 %)
- 04,9 % der Einwohner der pazifischen Bevölkerungsgruppe (7,4 %)
- 15,7 % der Einwohner der asiatischen Bevölkerungsgruppe (11,8 %)
- 04,3 % der Einwohner zu anderen Bevölkerungsgruppen (2,9 %).

Anmerkung: in Neuseeland kann man sich mehreren Volksgruppen zurechnen.
30,7 % der Bevölkerung gab an in Übersee geboren zu sein. Die Sprache, die in Wellington am zweithäufigsten gesprochen wird, ist Französisch, das 3,1 % der Bevölkerung spricht. Die Sprache der Māori wird von 19,4 % der Māori gesprochen.

### Religionen

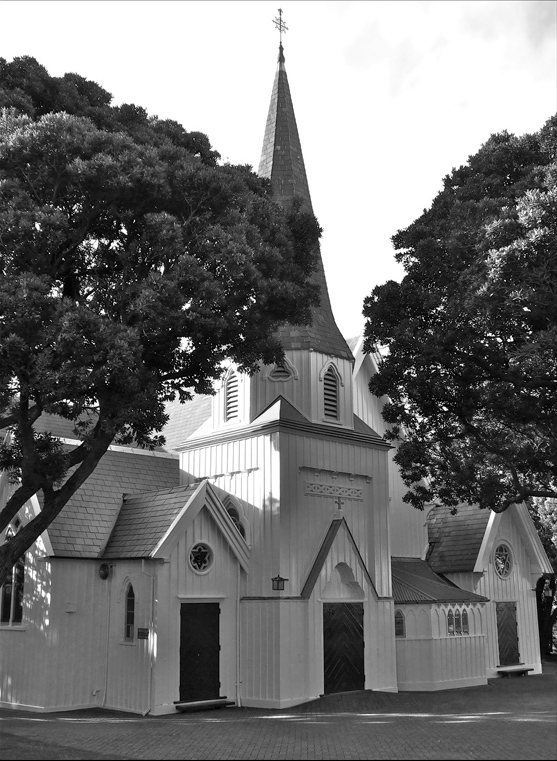
Old Saint Paul's Church in Wellington (errichtet 1855)

Die anfangs überwiegend britischen Siedler brachten ihre Religion, die Anglikanische Kirche, in die Region um Wellington, mit dem heutigen Sitz einer der sieben Diözesen der Anglican Church in Aotearoa, New Zealand and Polynesia. Die Nachfahren der ersten Siedler errichteten 1855 die Old Saint Paul's Church, eines der ersten Kirchengebäude in dem Gebiet.
Durch beständige Einwanderung aus katholisch geprägten Ländern hat die katholische Konfession die anglikanische in Wellington von Platz eins verdrängt. Die Stadt ist Sitz der Erzdiözese Wellington, der die anderen katholischen Bistümer des Landes als Suffragandiözesen unterstehen. Die erste, 1850 errichtete Kathedrale wurde 1901 durch die heutige neoklassizistische Sacred Heart Cathedral ersetzt.
Des Weiteren existieren noch zahlreiche andere christliche Konfessionen, wie zum Beispiel die Lutherische Kirche.
Obwohl das Christentum die größte religiöse Gruppierung darstellt, gibt es viele Anhänger weiterer Religionen wie zum Beispiel des Buddhismus, des Hinduismus oder des Islam. Letztere Gruppierung betreibt inzwischen drei islamische Zentren in der Region in und um Wellington. Auch zwei jüdische Gemeinden sind vertreten, eine orthodoxe mit rund 200 registrierten Personen (Stand 2010) sowie eine rund 150 Familien (Stand 2010) umfassende liberale.

## Politik

### Stadtgliederung und Verwaltung
Wellington City gliedert sich in 62 unterschiedliche Stadtteile, die ihrerseits zu fünf sogenannten Wards (Verwaltungseinheiten) zusammengefasst sind. Von West nach Ost und von Nord nach Süd aufgelistet sind dies:
| Pos | Northern Ward   | Onslow-Western Ward | Lambton Ward       | Southern Ward | Eastern Ward    |
| --- | --------------- | ------------------- | ------------------ | ------------- | --------------- |
| 1   | Ohariu          | Makara Beach        | Thorndon           | Owhiro Bay    | Roseneath       |
| 2   | Tawa            | Makara              | Pipitea            | Vogeltown     | Hataitai        |
| 3   | Takapu Valley   | Karori              | Kelburn            | Mornington    | Kilbirnie       |
| 5   | Churton Park    | Broadmeadows        | Wellington Central | Kingston      | Melrose         |
| 6   | Glenside        | Ngauranga           | Highbury           | Newtown       | Lyall Bay       |
| 7   | Grenada North   | Khandallah          | Aro Valley         | Berhampore    | Houghton Bay    |
| 8   | Grenada Village | Ngaio               | Te Aro             | Island Bay    | Rongotai        |
| 9   | Paparangi       | Kaiwharawhara       | Oriental Bay       | Southgate     | Maupuia         |
| 10  | Woodridge       | Crofton Downs       | Mount Victoria     |               | Miramar         |
| 11  | Horokiwi        | Wadestown           | Brooklyn           |               | Strathmore Park |
| 12  | Johnsonville    | Wilton              | Mount Cook         |               | Moa Point       |
| 13  | Newlands        | Northland           |                    |               | Breaker Bay     |
| 14  |                 |                     |                    |               | Karaka Bays     |
| 15  |                 |                     |                    |               | Seatoun         |

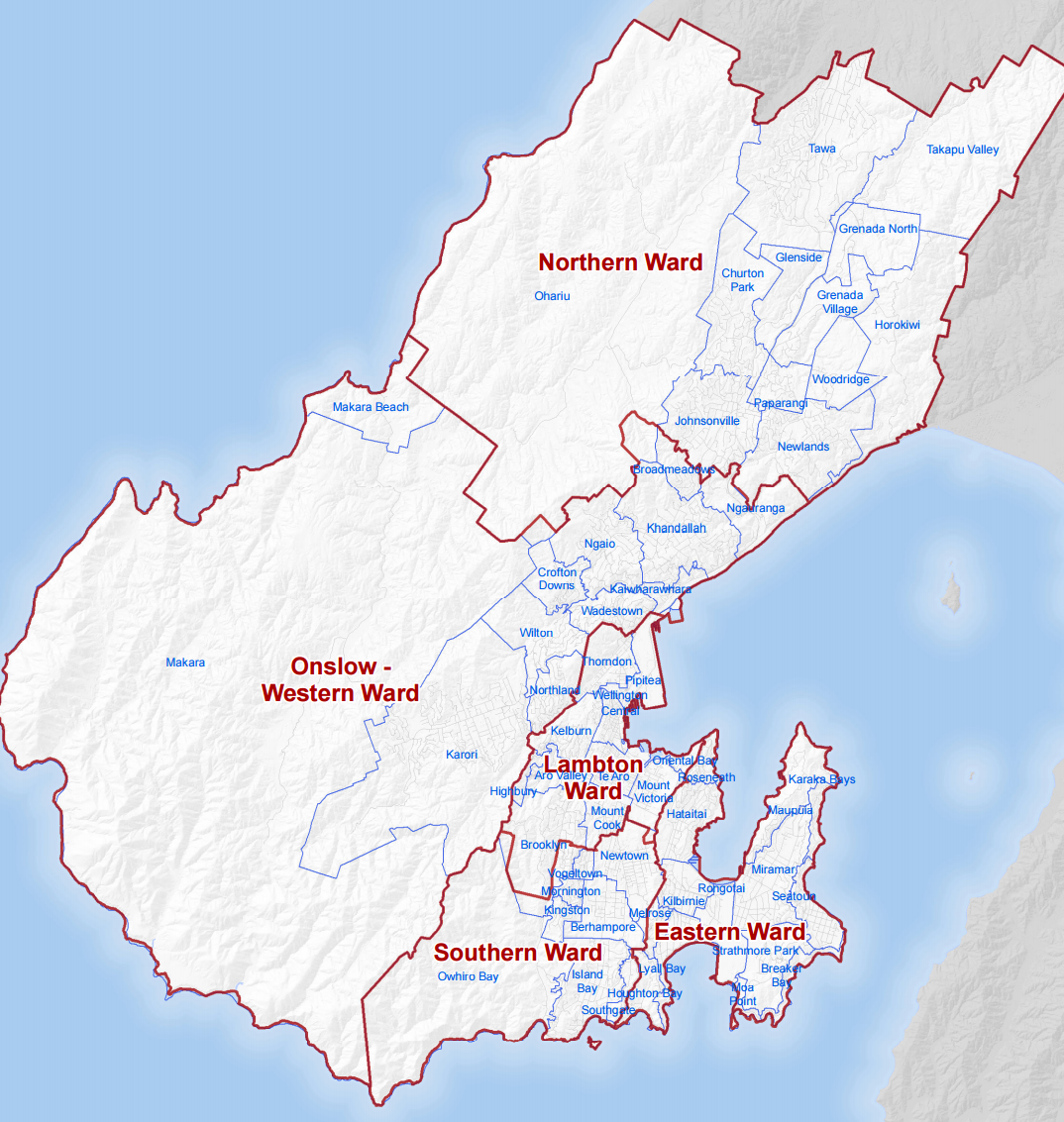
Graphische Darstellung aller offiziellen Stadtteile Wellingtons

Quelle: Wellington City Wards: 2013–2016 Triennium 
Der Northern Ward, Onslow-Western Ward, Lambton Ward und Eastern Ward entsenden je drei und der Southern Ward zwei Councillors (Ratsmitglieder) in den City Council (Stadtrat), den sie zusammen mit dem Mayor (Bürgermeister) bilden. Der Bürgermeister und die vierzehn Ratsmitglieder werden alle drei Jahre neu gewählt.

### Städtepartnerschaften

#### Historical sister city relationship
- Harrogate (Vereinigtes Königreich) – seit 1953[17]
- Chania, Kreta (Griechenland) – seit 1994[17]
- Çanakkale (Türkei) – seit 2014[17]

#### Sister city relationship
- Sydney (Australien) – seit 1983[18]
- Xiamen, Provinz Fujian (Volksrepublik China) – 1987[18]
- Sakai (Japan) – seit 1993[18]
- Canberra (Australien) – seit 2016[18]

#### Friendly city relationship
- Peking (Volksrepublik China) – 1994[18]

## Wirtschaft
Wellington wird mehr als andere Städte vom Central Business District bestimmt. Die neuseeländische Börse (NZX) befindet sich nahe dem Hafengelände. In einer Rangliste der wichtigsten Finanzzentren weltweit belegte Wellington den 44. Platz (Stand: 2018).

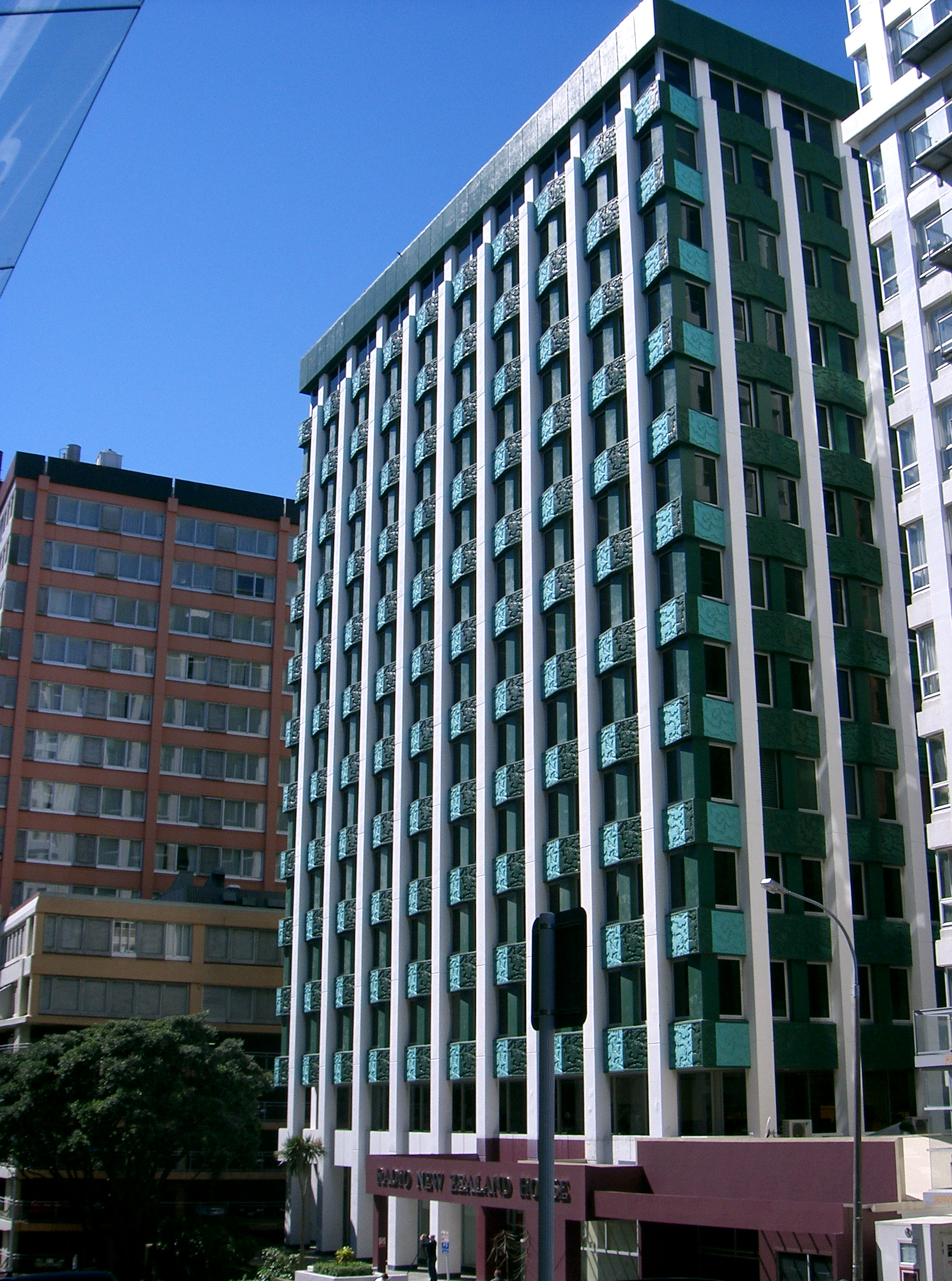
Radio New Zealand House

Zahlreiche staatliche und private Unternehmen haben ihren Hauptsitz in der Stadt, darunter Telecom New Zealand, Radio New Zealand, die New Zealand Post oder die Bank of New Zealand. In Wellington wurde 1996 das Unternehmen Hell Pizza gegründet.
Im kulturwirtschaftlichen Bereich waren im Jahr 2009 zwischen 4300 und 5380 Menschen beschäftigt, was 3,1 % der Beschäftigten der Stadt sowie 2,3 % der Region Wellington ausmachte.
Für die Bekleidungsindustrie arbeiten fast 2000 Menschen in über 400 Unternehmen. Fast 2000 Computerfirmen, darunter internationale Größen wie Hewlett-Packard oder IBM, haben einen Standort in der Region, die über 11.000 Menschen beschäftigen, dies sind 23 % aller Angestellten im neuseeländischen IT-Sektor. Im produzierenden Gewerbe arbeiten 15.000 Beschäftigte in 1600 Firmen. Wichtige Unternehmen sind hier beispielsweise Fraser Engineering, Formway, Metallion. In der Biotechnologie, der ein wichtiger und aufstrebender Faktor für die Region ist, arbeiten 400 Menschen. Mehrere Crown Research Institutes (CRIs), wie das Institute of Environmental Science & Research, das National Institute of Water and Atmospheric Research, das Landcare Research New Zealand und das New Zealand Forest Research Institute betreiben hier ihre Forschung.

## Infrastruktur

### Verkehr

#### Nahverkehr
Der öffentliche Personennahverkehr in Wellington und seinen angrenzenden Städten erfolgt über die drei Transportmittel Bus, Bahn und Fähre. Seit dem Jahr 2006 treten diese Transportmedien ähnlich wie im Großraum Auckland unter einem gemeinsamen Namen auf: Metlink. Zwar werden auch heute noch die Fähren von anderen Firmen betrieben als die Züge, und bei den Bussen gibt es sogar verschiedene Betreiber; doch jetzt ist der gesamte öffentliche Nahverkehr in Wellington unter einem Dachverband vereinheitlicht. Wellington kann im neuseelandweiten Vergleich den höchsten Anteil an Nutzern des öffentlichen Nahverkehrs aufweisen. Jeden Wochentag erreichen etwa 26.000 Menschen die Innenstadt von Wellington mit Bussen oder Bahnen und durchschnittlich werden 28 % aller Bewegungen mit öffentlichen Verkehrsmitteln getätigt, verglichen mit Auckland (18 %) und Christchurch (9 %).

#### Straßenverkehr

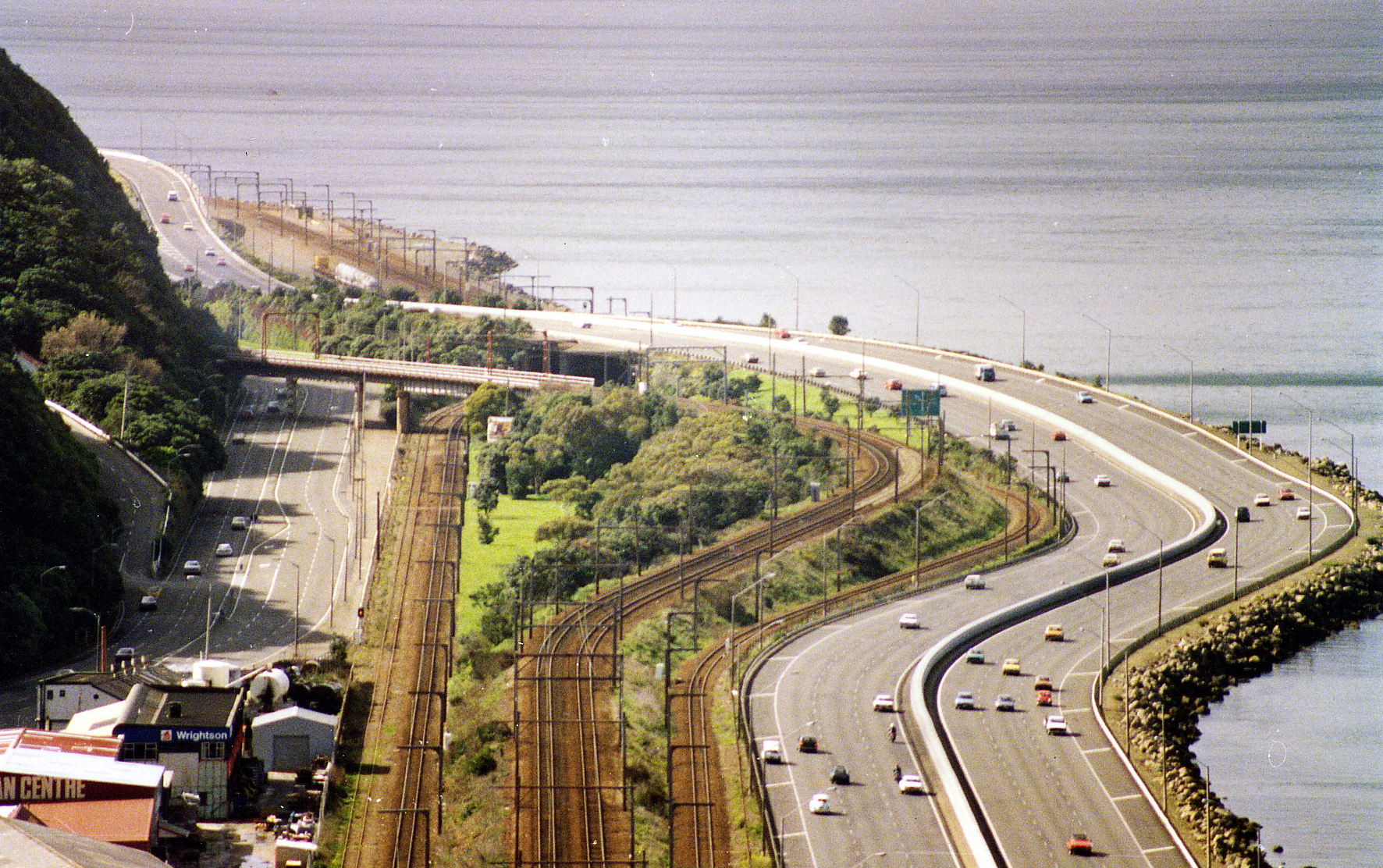
Der Wellington Motorway und die Vorort- und Main Trunk-Linien in Richtung Norden

Auch das Straßennetz in Wellington musste den schwierigen geographischen Verhältnissen angepasst werden. So winden sich Zugangsstraßen zu den abseits der Stadtzentren gelegenen Vororte in die immer hügeliger werdenden Gegenden hinein und passen sich zwangsläufig den Hügellinien an. Für den Anschluss des Stadtzentrums von Wellington an Porirua und das Hutt Valley ist im Allgemeinen eine einzige Autobahn zuständig: der großteils sechsspurige Wellington Motorway, der an der geologischen Verwerfung zwischen Wellington Harbour und den Hügelketten entlangführt, bis er sich in den Porirua Motorway und die Western Hutt Road aufteilt. Erstere gehört − wie auch der Wellington Motorway − innerhalb des State Highway-Netzes zum New Zealand State Highway 1, der wichtigsten Straßenverbindung des Landes, die den Pazifikstaat von Norden nach Süden durchquert.
Seit den 1960er-Jahren bestehen Pläne, auch die südlich des Zentrums gelegenen Stadtteile besser an das nationale Straßennetz anzubinden. Dieses Vorhaben zog sich aber über mehrere Jahrzehnte; mittlerweile wurde das Projekt, eine Autobahn zu errichten, verworfen, jedoch wird mit dem seit 2005 im Bau befindlichen Inner City Bypass eine vierspurige Alternative verwirklicht, die mitunter heftige Proteste auslöste.

##### Busverkehr
Der Busverkehr ist in Wellington das wichtigste öffentliche Nahverkehrsmittel. Das ausgedehnte Busnetz erfasst beinahe alle Vororte des Ballungsraumes. Der größte Betreiber, Stagecoach, bietet einige spezielle Verbindungen an: So bietet der Flyer eine schnelle Verbindung von Flughafen über das Stadtzentrum Wellingtons hinaus bis nach Upper Hutt und der Stadium Shuttle bringt sportbegeisterte Fans von allen Teilen des Central Business District (CBD) ins WestpacTrust Stadium nahe dem Bahnhof. Beide Linien konnten sich etablieren, da die Transportbedürfnisse in diesen Gegenden nur in begrenzter Weise durch die Vorortbahn gestillt werden können. Die Stilllegung des ausgedehnten Straßenbahnnetzwerks im Jahr 1964 hatte die Einführung von Oberleitungsbussen zur Folge, von denen im Jahr 2006 noch etwa 60 Stück in Betrieb waren. Ende Oktober 2017 wurde der Oberleitungsbusbetrieb eingestellt.

#### Schienenverkehr

##### Nahverkehr
Wellington besitzt ein nicht vollständig den S-Bahn-Kriterien entsprechendes Schnellbahnnetz. Es besteht aus fünf Linien auf vier Strecken, die im Norden über die Stadt Porirua hinaus über den Verwaltungssitz des Kapiti Coast District, Paraparaumu bis nach Waikanae, und im Nordosten an Lower- und Upper Hutt vorbei bis nach Masterton führen. Alle Linien haben ihren Ursprung im Bahnhof Wellington, der nördlich des Stadtzentrums liegt. Obwohl das System effizienter ist und mehr frequentiert wird als in Auckland und sogar vielen amerikanischen Städten, wurde in die Eisenbahninfrastruktur seit den 1960er-Jahren wenig investiert. 1983 wurde noch das Teilstück nach Paraparaumu elektrifiziert und danach hin und wieder neue Park-and-ride-Flächen geschaffen oder alte Bahnhofsgebäude modernisiert. Seit 2019 wird der zweigleisige Abschnitt der Bahnstrecke Wellington–Woodville bis Upper Hutt verlängert. Der Abschnitt wird zugleich für Gleiswechselbetrieb eingerichtet.

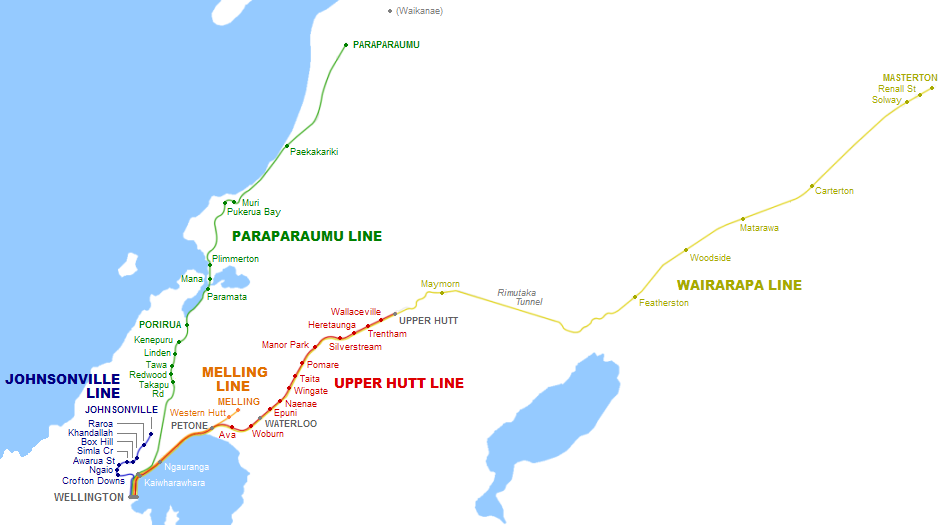
Vorort- und Regionalverkehr im Großraum Wellington

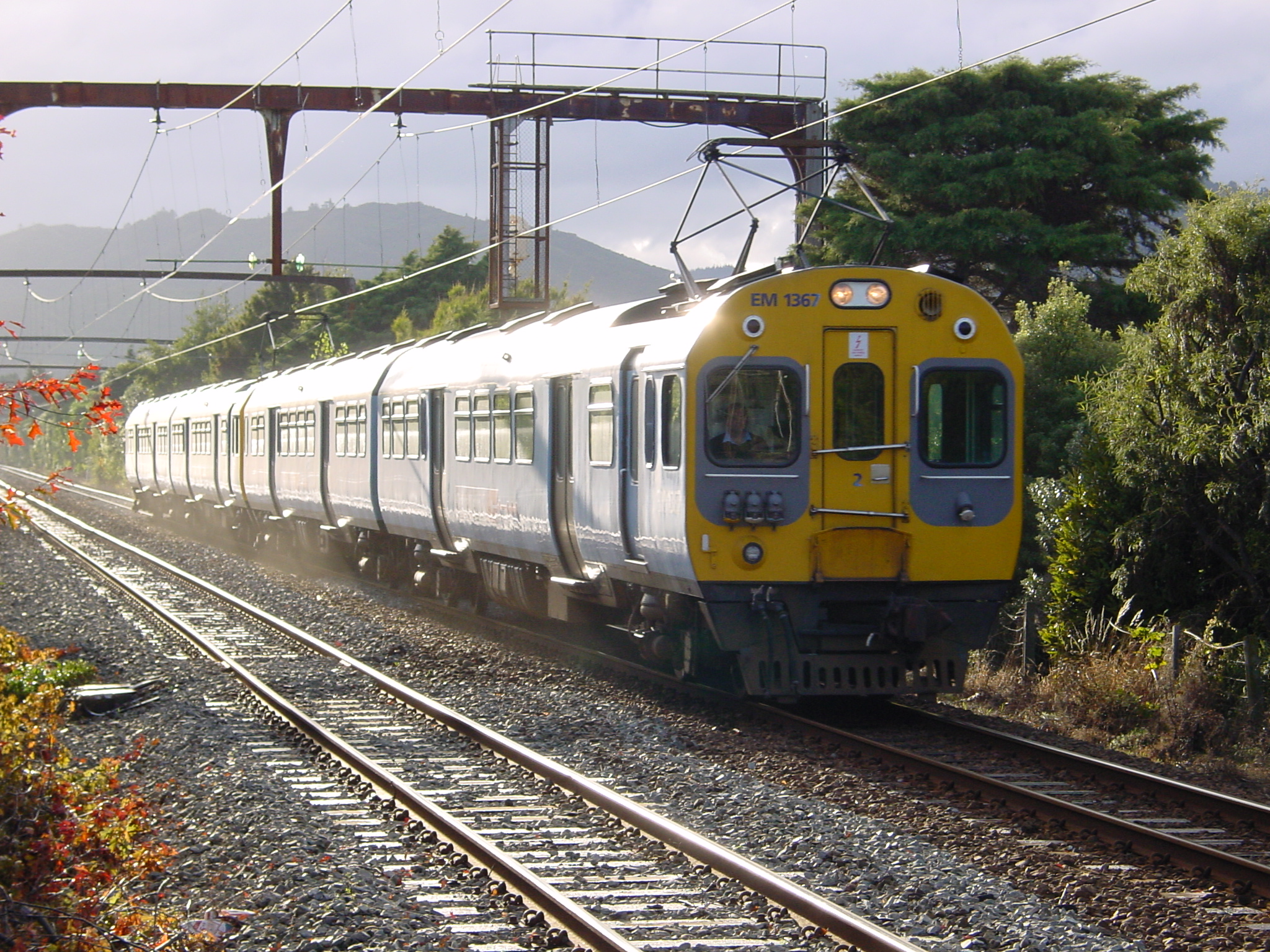
Ein elektrischer Vorortzug bei Epuni

Durch die Schließung der Straßenbahn erhielt der Schienenverkehr im Ballungsraum einen weiteren Dämpfer. Ein „Überlebender“ der Schließungswelle der historischen Schienenstrecken war die Wellington Cable Car, die heute fast nur für den Tourismus von Bedeutung ist und mittlerweile sogar als Symbol der Stadt an der Cook Strait fungiert. Auf dem gut 600 Meter langen Schienenstrang befinden sich vier Stationen, beginnend am Lambton Quay; Endstation sind die Wellington Botanic Gardens.
Im Zuge der Modernisierung des gesamten Hafenviertels in den beginnenden 1990er-Jahren entstanden Pläne für eine „Museums-Straßenbahn“ entlang des Ufers, ähnlich wie in Christchurch. Nach der Wahl einer neuen Stadtverwaltung verliefen diese Planungen aber wieder im Sand. Ein weiteres nötiges Projekt zur besseren Anbindung der südlichen Stadtteile und insbesondere des Flughafens ist die Errichtung einer Stadtbahnlinie vom Hauptbahnhof aus. Beide Vorhaben werden aber von offizieller Seite vorerst nicht weiterverfolgt.

##### Fernverkehr
Im Fernverkehr gibt es heute nur noch zwei Züge: den Northern Explorer nach Auckland und den Capital Connection nach Palmerston North. Nach der misslungenen Privatisierung der neuseeländischen Eisenbahn entschloss sich die damalige Labour-Regierung unter Premierministerin Helen Clark die Bahn wieder zu verstaatlichen. Seit 2008 liegt der Betrieb der Fernzüge bei der staatlichen Kiwi Rail.

#### Luftverkehr

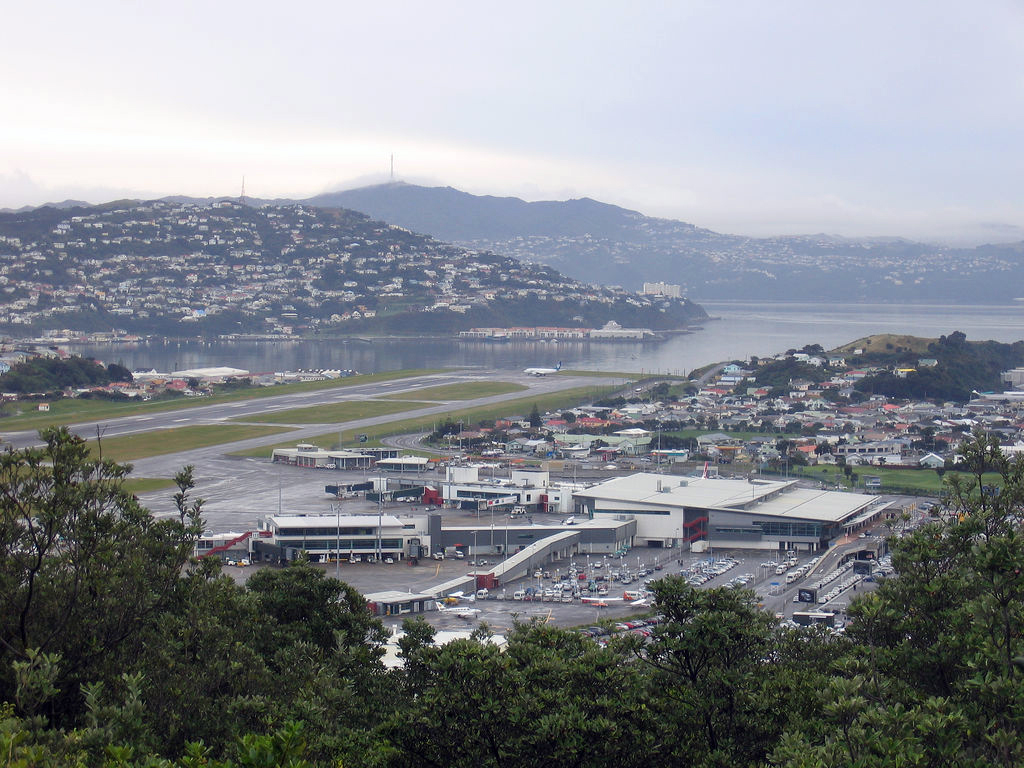
Der Flughafen Wellington auf der Miramar Peninsula

Der Flughafen Wellington wurde im Jahr 1959 eröffnet und befindet sich nur fünf Kilometer südöstlich des Stadtzentrums auf der Miramar Peninsula. Er entlastete damit den Flugplatz in Paraparaumu, der heute meist nur noch für private Flüge und nahe gelegene inländische Verbindungen genutzt wird. Im Osten und Westen ist er von Wohn- bzw. Gewerbegebieten umgeben, im Süden schließt sich direkt der Pazifische Ozean an, während das Flughafengelände im Norden nur durch einen Highway vom Naturhafen getrennt wird. Trotz dieser eingeengten Lage ist er – am Passagieraufkommen gemessen − nach dem Flughafen Auckland und dem Flughafen Christchurch der drittgrößte des Landes und befördert pro Jahr über 4,5 Millionen Menschen. Die meisten Flugbewegungen sind Inlandsflüge, die vornehmlich von Air New Zealand und kleineren Gesellschaften bedient werden. Darüber hinaus werden − hauptsächlich durch JetConnect, einer Tochterfirma von Qantas Airways – auch Flüge in benachbarte australische Städte sowie nach Fidschi angeboten. Ein wichtiges Argument, das gegen den Flughafen nahe dem Stadtzentrum spricht, ist, dass die Landebahn weniger als zwei Kilometer lang ist. Es gibt zwar Pläne für eine Verlängerung, aber ohne Unterstützung durch eine große Fluglinie scheint eine baldige Realisierung unwahrscheinlich.

#### Fährverkehr

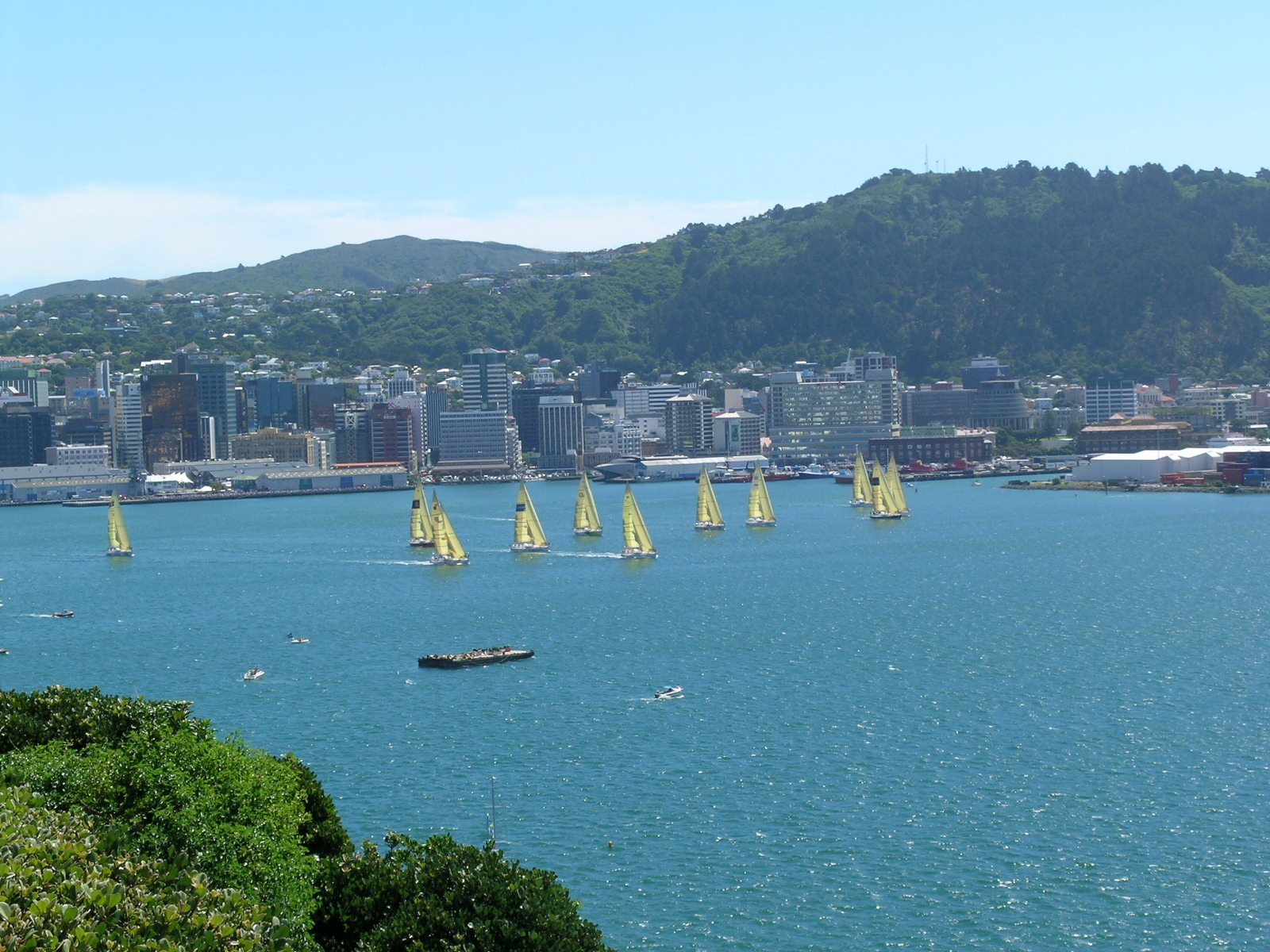
Blick auf den Hafen von Wellington

Einen wichtigen Anteil an dem Fernverkehr hat die Fährverbindung zwischen der Nord- und der Südinsel. Zwei Firmen bieten hier Seepassagen zwischen Wellington und Picton an und überbrücken damit die Cook Strait, eine Meerenge, mit zuweilen recht rauen Bedingungen. Das größere Fährunternehmen von den beiden ist mit rund 1.000.000 Passagieren, 230.000 Fahrzeugen und etwa 5.700 Fahrten pro Jahr, Interislander. Das kleinere Unternehmen nennt sich Bluebridge. Innerhalb des Wellington Harbour verkehren Fähren von Wellington aus nach Eastbourne im Osten, nach Petone im Norden und zu Matiu/Somes Island.

### Bildungswesen
Öffentliche Bildung hat in Wellington einen guten Standard. Die Victoria University of Wellington ist mit sechs Fakultäten und über 20.000 Studenten die größte Bildungseinrichtung der Stadt. Die Massey University betreibt in Wellington einen eigenen Campus und ist in den Bereichen Wirtschaft, Kreative Künste, Geisteswissenschaften und Forschung aktiv.
Beide Hochschulen betreiben zusammen auch eine Musikhochschule (NZSM), die im Jahr 2005 aus der Fusion der Musikhochschulen der Victoria- und der Massey-Universität entstand. In dem 1971 gegründeten Standort der University of Otago in Wellington wird Medizin unterrichtet und Forschung betrieben, unter anderem werden Atemwegserkrankungen untersucht.
In Wellington existieren neben einer privaten Schule sieben weitere staatliche Einrichtungen, die größten davon sind das 1867 gegründete Wellington College mit über 1500 Schülern und die 1905 gegründete Wellington High School mit etwa 1100 Schülern.

## Kultur
Wellington gilt als kultureller und künstlerischer Mittelpunkt des Landes. In einer Studie von Mercer Consulting zur Lebensqualität in ausgewählten Städten reihte sich Wellington 2018 auf dem 15. Platz ein und nimmt nach Auckland und Sydney den dritten Platz unter den lebenswertesten Städten der Südhalbkugel ein.
Ein äußerst beliebter Treffpunkt in der Nähe des Museum of New Zealand Te Papa Tongarewa ist die Oriental Bay, deren Strand mitten im Stadtgebiet zum Baden einlädt.

### Film und Unterhaltung
Die Stadt ist das Zentrum der neuseeländischen Filmindustrie. In Anlehnung an Hollywood, den wichtigsten Standort der amerikanischen Filmindustrie, wird Wellington inzwischen oft als Wellywood bezeichnet. Diesen Spitznamen trägt die Stadt seit der Weltpremiere von Der Herr der Ringe: Die Rückkehr des Königs im Jahr 2003. Neben Peter Jackson und einigen anderen waren zum Beispiel Richard Taylor und Jamie Selkirk daran beteiligt, im Stadtteil Miramar auf der gleichnamigen Halbinsel im Süden Wellingtons ein großes Zentrum der Filmindustrie zu schaffen. Für einige Millionen Dollar wurden Filmstudios, Sound-Studios sowie Einrichtungen zur Vor- und Postproduktion errichtet, deren größte der Weta Workshop ist. Große Bedeutung für die Filmszene der Stadt haben Jane Campion und Vincent Ward. Junge Persönlichkeiten wie Costa Botes (Forgotten Silver), Taika Cohen (Tama tu) oder Jennifer Bush-Daumec (Lands Of Our Fathers) tragen in immer größerem Maße zur filmischen Vielfalt von „Wellywood“ bei.
Auch wegen mehrerer Hochschulen und der damit verbundenen Studentenzahl strahlt die Stadt ein junges, lockeres Flair aus, das sich zum Beispiel in der musikalischen Vielfalt oder dem abwechslungsreichen Nachtleben zeigt.
Die bekanntesten Bands aus Wellington sind The Phoenix Foundation, Shihad, Steriogram, Fat Freddy’s Drop und The Black Seeds. Wellington ist Heimatort des staatlichen Sinfonieorchesters bzw. des -balletts und zahlreicher Theater, wie zum Beispiel des St. James Theatre, des Downstage Theatre und des Bats Theatre.
Der Stadtteil Te Aro besitzt das größte Vergnügungsviertel Neuseelands. Hier befinden sich fünf große Kinokomplexe und unzählige Bars, Clubs und Cafés. Wellington verfügt pro Einwohner über mehr Sitzplätze in Restaurants als New York City.

### Sport

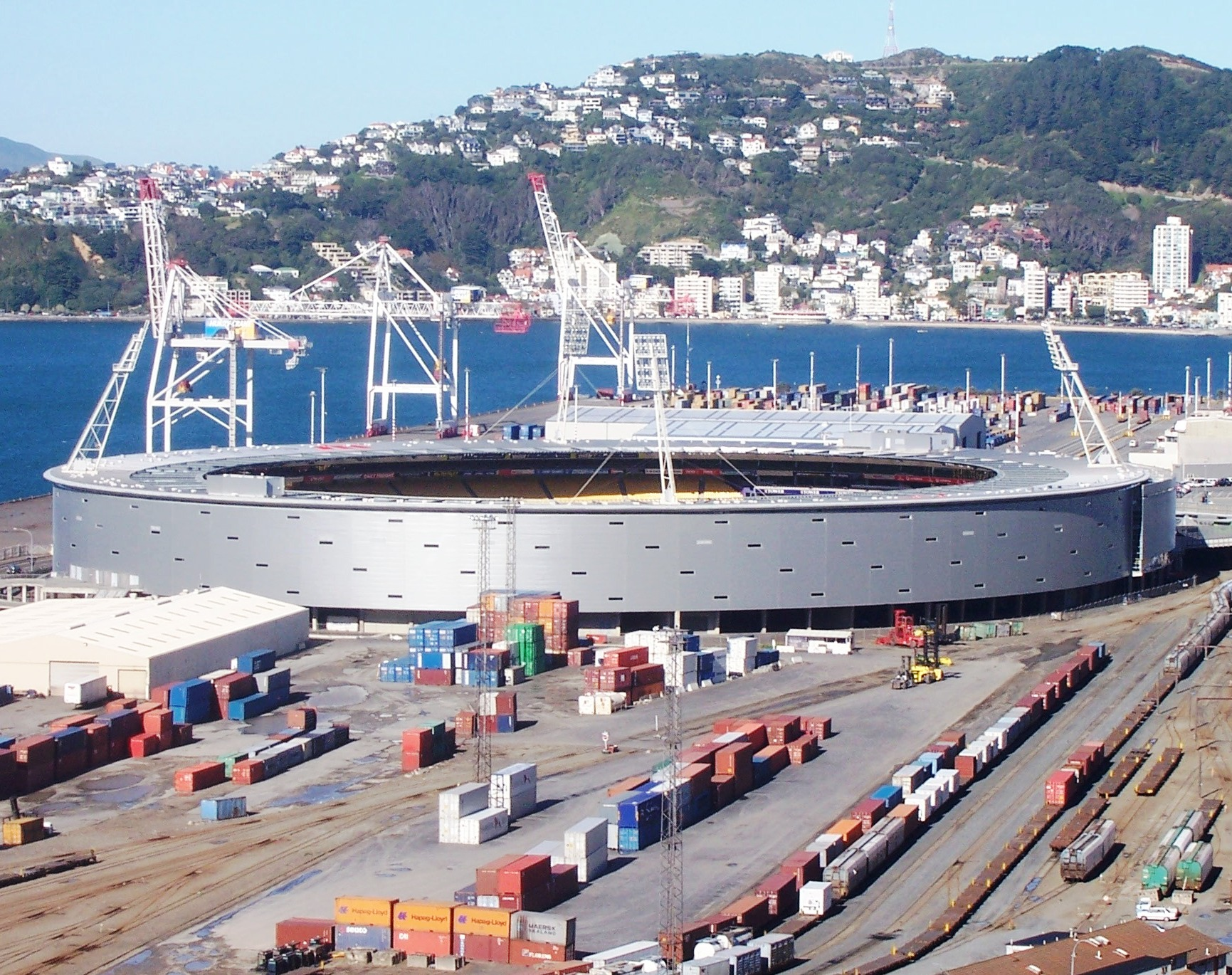
Das Westpac Stadium, oder auch Wellington Regional Stadium das seit 2019 Sky Stadium heißt

Auch im sportlichen Bereich spielt Wellington über die Grenzen Neuseelands hinaus eine große Rolle: Die Hurricanes vertreten die Stadt im drei Nationen umfassenden Super 15-Cup, die Wellington Lions bei den nationalen Rugby-Union-Meisterschaften National Provincial Championship (NPC), die Wellington Firebirds im Cricket, die Wellington Orcas im Rugby-League-Bereich, die Capital Shakers im Netball, Wellington Phoenix im Fußball (seit der Saison 2007/2008 Mitglied der australischen A-League Men) sowie die Wellington Saints in der National Basketball League. Zwischen 1985 und 1996 fand in der Innenstadt von Wellington das unter dem Namen Wellington 500 bekannt gewordene Straßenrennen für Tourenwagen statt. Wellington war unter anderem einer der Austragungsorte bei der Rugby-Union-Weltmeisterschaft 1987, dem Cricket World Cup 1992, der Rugby-Union-Weltmeisterschaft 2011 und dem Cricket World Cup 2015.

### Sehenswürdigkeiten

#### Bauwerke / Plätze / Parks
Bekannte Sehenswürdigkeiten sind das ältere neuseeländischen Parlamentsgebäude und das 1979 fertiggestellte Regierungsgebäude, Beehive (Bienenstock) genannt, in dem der Prime Minister und die Minister des Kabinetts ihre Büros haben und das Kabinett tagt; das historische Wellington Cable Car und der dadurch an die City angeschlossene Botanische Garten mitsamt Aussichtspunkt oberhalb der Victoria University of Wellington; das Old Government Building als größtes Holzgebäude der Südhalbkugel (heute die juristische Fakultät der Universität) sowie Mount Victoria als einer der besten Aussichtspunkte der Stadt. Old Saint Paul’s, die erste anglikanische Kathedrale, wurde ab 1855 als Holzkirche in neugotischen Formen errichtet. 1964 ging ihre Funktion an die neu erbaute Cathedral of Saint Paul über. Bischofskirche des römisch-katholischen Erzbistums Wellington ist die 1901 vollendete Sacred Heart Cathedral.
Während der Stadtentwicklung sind um den Beginn des 20. Jahrhunderts eine Reihe von Profanbauten entstanden, welche das Bild der Innenstadt mitbestimmen. Dazu zählen die Aida Konditorei und das Barber Building in der Cuba Street, das Thistle Inn als einer der ältesten Pubs Neuseelands, das Albemarle Hotel in der Ghuznee Street, das Antrim House inmitten höherer moderner Gebäude, Alcohol and Drug Dependence Centre Building, das Appraisal House in der Willis Street, das Ashleigh Court Private Hotel sowie der Aqua Vitae Bottle Store, als seltenes Zeugnis der frühen kolonialen Bebauung.

#### Museen
Wellington kann eine breitgefächerte Museumslandschaft vorweisen, die sich vom mehrfach ausgezeichneten, 1998 eröffneten das Museum of New Zealand Te Papa Tongarewa, die National Library of New Zealand, das Hyde Park Museum, das sich mit der Geschichte der Stadt beschäftigt, das Museum of Wellington City & Sea, das die maritimen Ursprünge der Stadt beleuchtet, sowie viele weitere bis hin zum Film Centre erstreckt. Mit einem als SUMMER '79 bezeichneten Veranstaltung im Jahr 1979 begann die Wandlung der einst nüchternen Hauptstadt zu einer festival-reichen Kulturmetropole. Heute findet zweijährlich das International Festival of the Arts statt und jedes Jahr werden der berühmte Cuba Street Carnival, das Fringe Festival, die Summer City, die New Zealand Affordable Art Show, das ehemals in Nelson ansässige World of Wearable Art-Festival sowie zahllose weitere Veranstaltungen abgehalten.

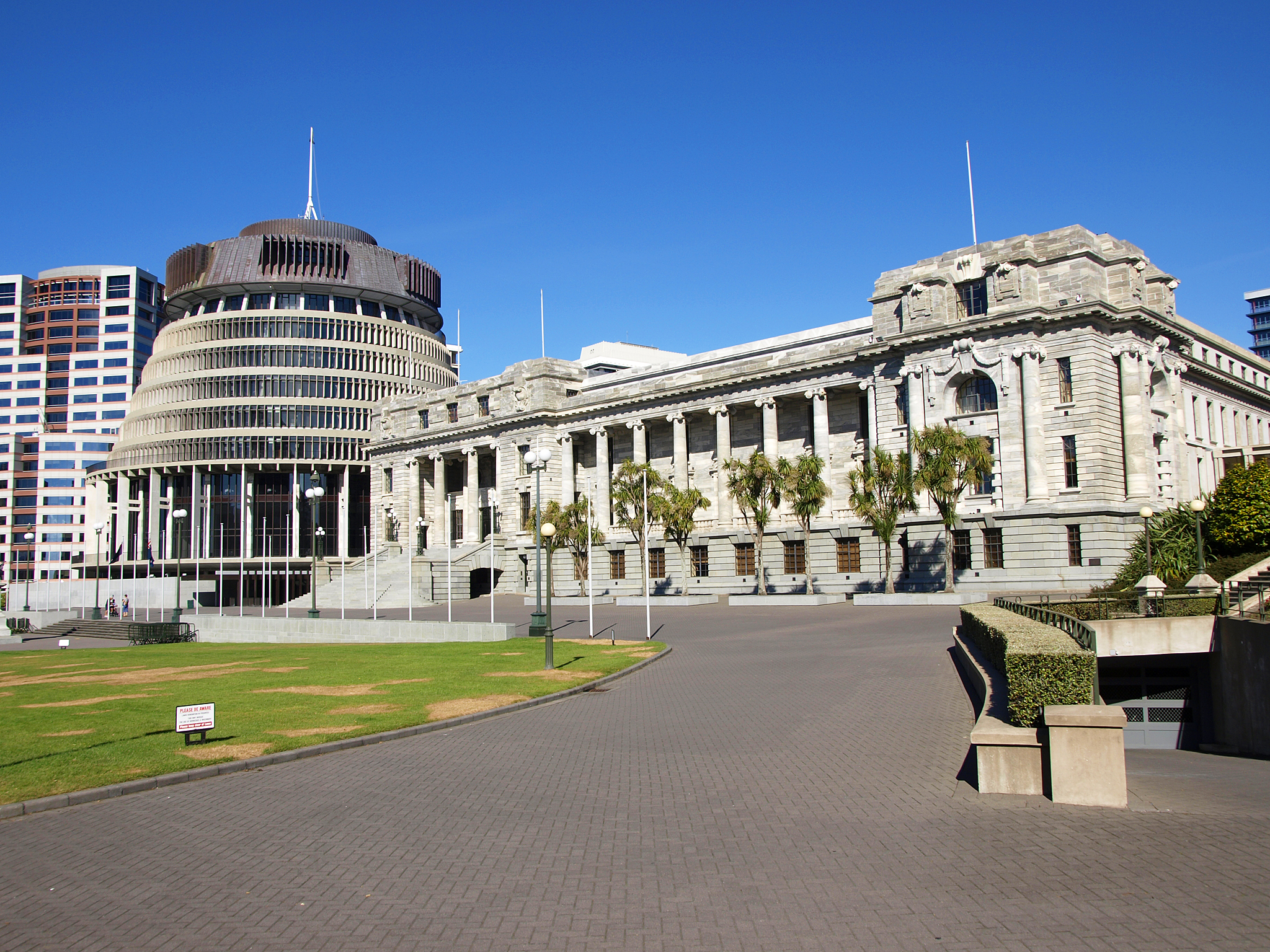
V. l. n. r.: Bowen House, Beehive, Parliament House
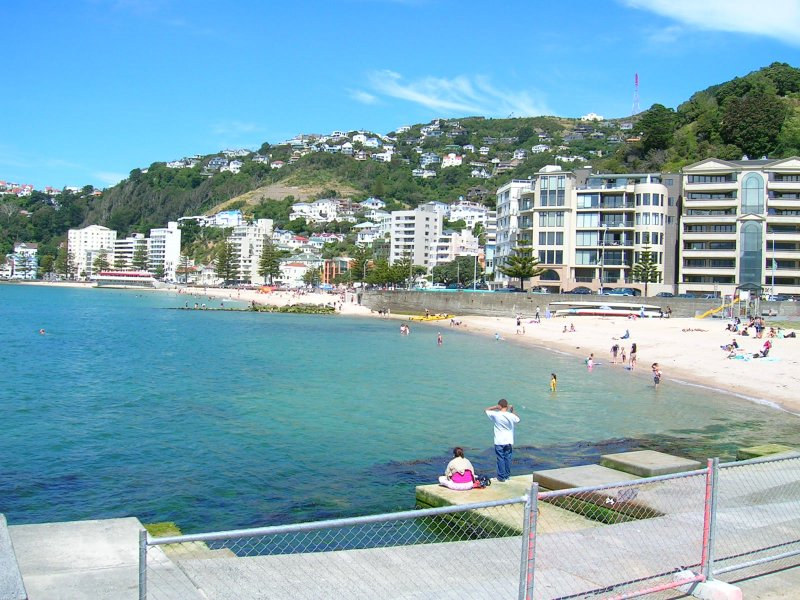
Ein Teil der Oriental Bay
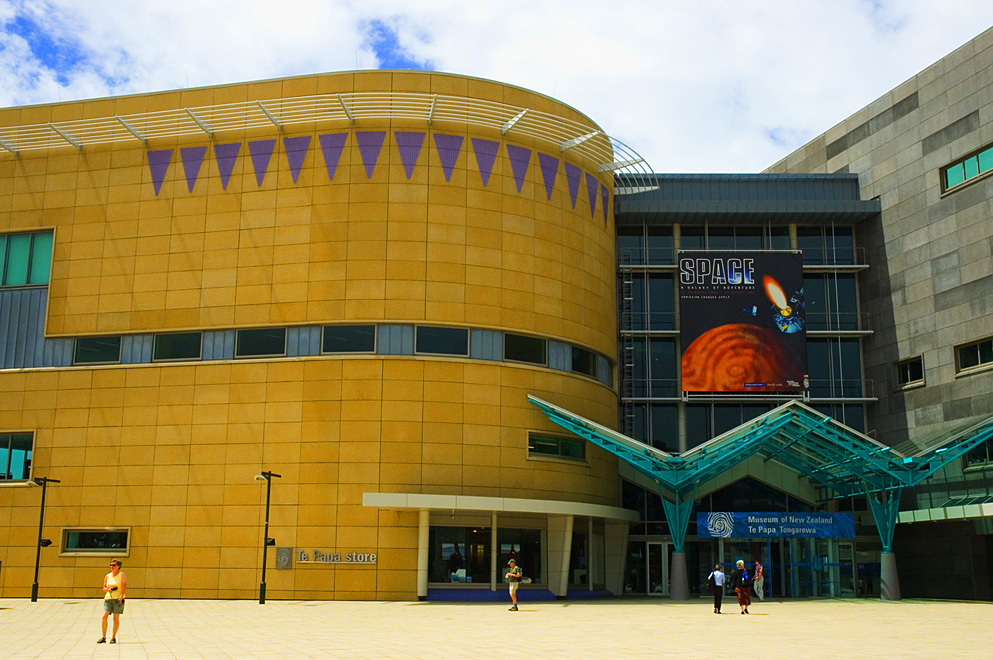
Museum of New Zealand Te Papa Tongarewa − Nationalmuseum des Landes
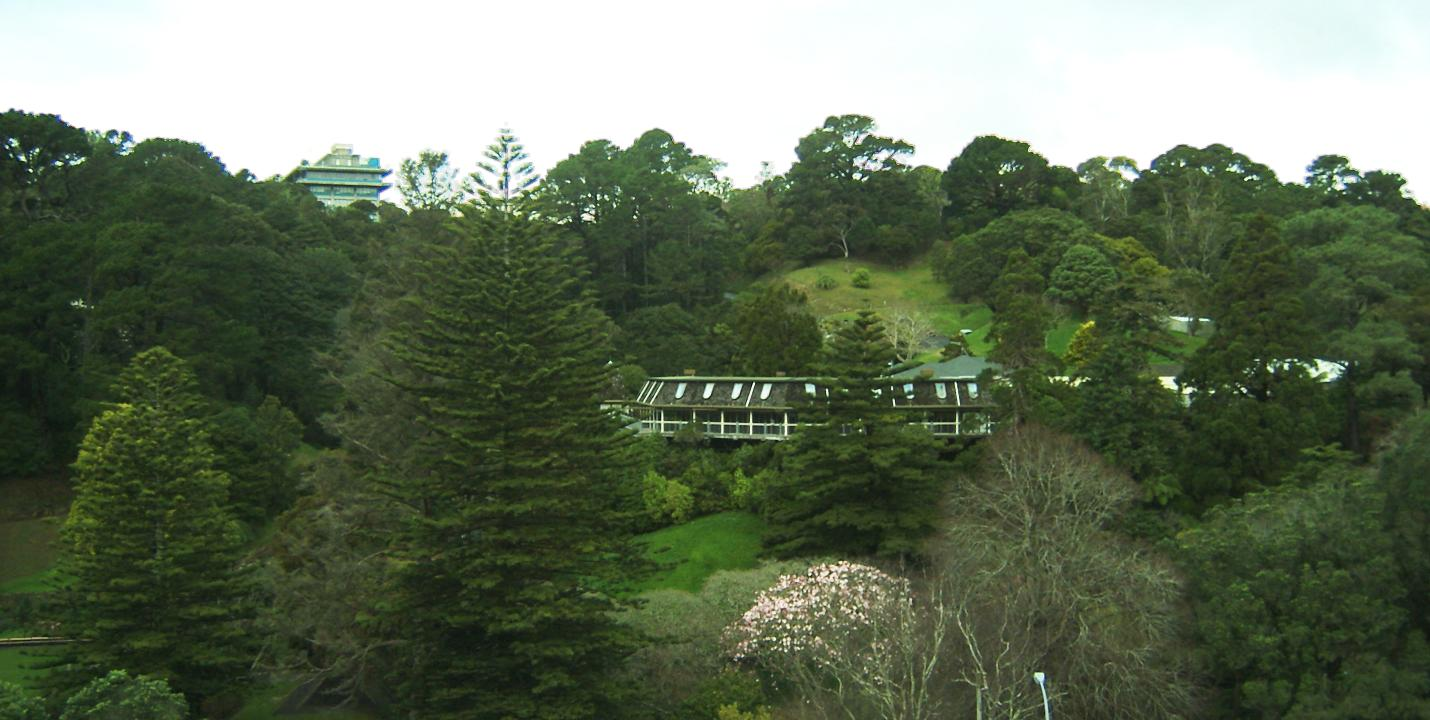
Die Botanischen Gärten von Wellington
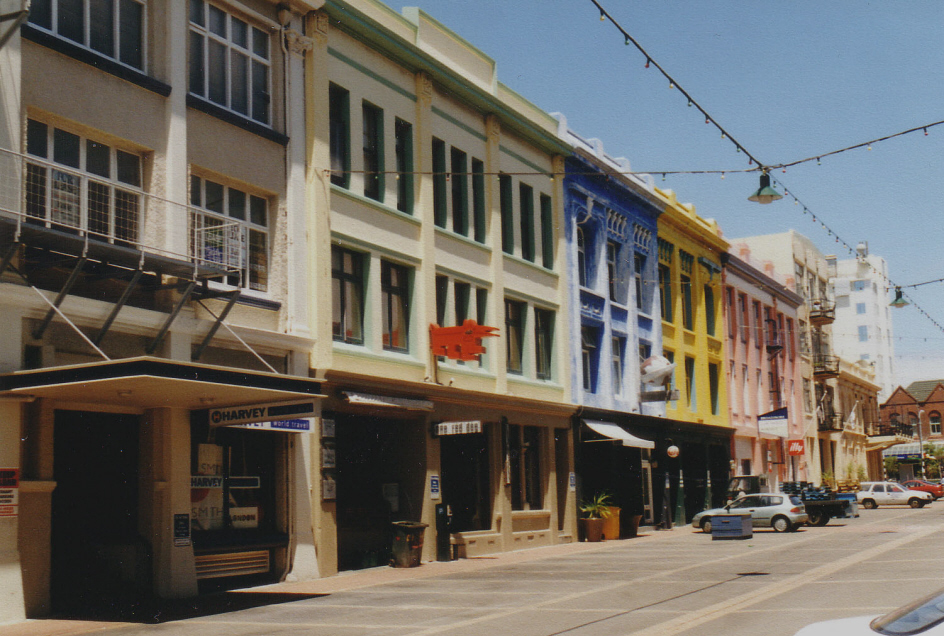
Kneipen in der Innenstadt

### Panoramen

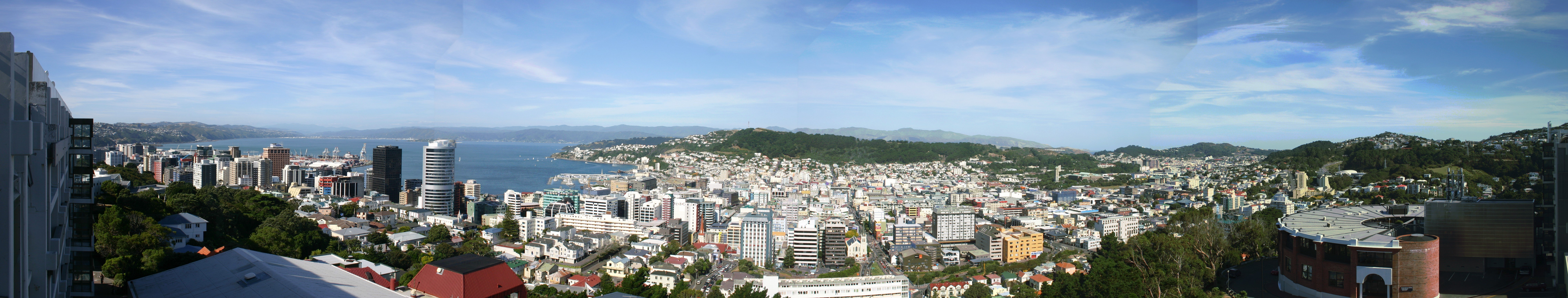
Panoramablick von der Victoria University of Wellington

Panorama des Stadtzentrums von Wellington bei Nacht

## Persönlichkeiten

### Söhne und Töchter der Stadt
- Helen Macdonald Simpson (1890–1960), Lehrerin, Universitätsdozentin und Schriftstellerin
- Elaine Gurr (1896–1996), Ärztin und medizinischer Administrator
- Mavis Tiller (1901–1989), Wissenschaftlerin und Frauenrechtlerin
- Kathleen O’Brien (1906–1978), Tanzlehrerin, Radiomoderatorin und Filmregisseurin
- Geoffrey Scott (1908–2006), Filmproduzent und Manager
- Jack Marshall (1912–1988), Politiker (National Party) und 28. Premierminister Neuseelands
- Patricia Marjorie Ralph (1920–1995), Meeresbiologin und Universitätsdozentin
- Bob Scott (1921–2012), Rugby-Union-Spieler
- Michael Hardie Boys (1931–2023), Jurist und von 1996 bis 2001 Neuseelands 17. Generalgouverneur
- Paul Reeves (1932–2011), Geistlicher der anglikanischen Kirche und Generalgouverneur von Neuseeland
- Dick Joyce (* 1946), Ruderer
- Richard Curtis (* 1956), Drehbuchautor zahlreicher britischer Comedyserien
- Wynton Rufer (* 1962), neuseeländisch-schweizerischer Fußballtrainer
- Russell Crowe (* 1964), Filmschauspieler, Filmregisseur, Filmproduzent und Musiker
- Karl Urban (* 1972), Schauspieler
- Taika Waititi (* 1975), Filmregisseur, Drehbuchautor, Schauspieler, Maler und Comedian
- Bret McKenzie (* 1976), Schauspieler, Musiker, Komiker und Oscar-Preisträger
- Miranda Wilson (* 1979), neuseeländisch-US-amerikanische Cellistin und Musikpädagogin
- Brooke Fraser (* 1983), Pop-/Folk-Sängerin und Songwriterin
- Gemma New (* 1986), Dirigentin und Komponistin
- Leon Wadham (* 1989), Schauspieler
- Anna Sawai (* 1992), Sängerin und Schauspielerin
- Ian Blackburn (* 2002), Schauspieler und Synchronsprecher

### Persönlichkeiten, die vor Ort gewirkt haben
- Arthur Paul Harper (1865–1955), Jurist, Bergsteiger, Geodät und Naturschützer
- Peter Fraser (1884–1950), Politiker (Labour Party) und 24. Premierminister Neuseelands
- Sidney Holland (1893–1961), Politiker (National Party) und 25. Premierminister Neuseelands
- Mavis Tiller (1901–1989), Wissenschaftlerin, Frauenrechtlerin und von 1966 bis 1970 Präsidentin des National Council of Women of New Zealand
- Keith Holyoake (1904–1983), Politiker (National Party), und 26. Premierminister Neuseelands
- Alan MacDiarmid (1927–2007), Chemiker
- Peter Baillie (1933–2025), Operntenor[28]
- Lloyd Jones (* 1955), Schriftsteller
- Neil Cross (* 1969), Autor und Drehbuchautor
- Tana Umaga (* 1973), Rugby-Union-Spieler